# Podolepis
Podolepis es un género de plantas con flores perteneciente a la familia de las asteráceas. Comprende 55 especies descritas y de estas, solo 19 aceptadas. Es originario de Australia.

## Taxonomía
El género fue descrito por Jacques Julien Houtton de La Billardière  y publicado en Novae Hollandiae Plantarum Specimen 2: 56. 1806. 	La especie tipo es: Podolepis rugata Labill.
Etimología
Podolepis: nombre genérico que proviene del griego Pous, podos = "pie"; y lepis = "escala": aludiendo a los tallos o las garras de las brácteas involucrales internas.

## Especies
A continuación se brinda un listado de las especies del género Podolepis aceptadas hasta agosto de 2012, ordenadas alfabéticamente. Para cada una se indica el nombre binomial seguido del autor, abreviado según las convenciones y usos.
- Podolepis arachnoidea (Hook.) Druce
- Podolepis auriculata DC.
- Podolepis canescens A.Cunn. ex DC.
- Podolepis davisiana D.A.Cooke
- Podolepis gardneri G.L.Davis
- Podolepis gracilis (Lehm.) Graham
- Podolepis hieracioides F.Muell.
- Podolepis jaceoides (Sims) Voss
- Podolepis kendallii (F.Muell.) F.Muell.
- Podolepis lessonii (Cass.) Benth.
- Podolepis longipedata A.Cunn. ex DC.
- Podolepis microcephala Benth.
- Podolepis monticola R.J.F.Hend.
- Podolepis muelleri (Sond.) G.L.Davis
- Podolepis neglecta G.L.Davis
- Podolepis nutans Steetz
- Podolepis robusta (Maiden & Betche) J.H.Willis
- Podolepis rugata Labill.
- Podolepis tepperi (F.Muell.) D.A.Cooke